# 동부줄무늬반디쿠트
동부줄무늬반디쿠트(Microperoryctes ornata)는 반디쿠트과에 속하는 유대류의 일종이다. 엥가주의 파푸아뉴기니 동부 지역에서 발견된다. 해발 고도 1,000~3,600m 높이의 산악 숲 서식지에서 산다. 동부줄무늬반디쿠트는 육상 생활을 하는 잡식성 동물의 일종이다. 이전에는 줄무늬반디쿠트의 아종으로 간주했다.